# 마에다 슈
마에다 슈(일본어: 前田 柊, 1993년 12월 2일~)는 일본의 축구 선수이다.

## 구단 경력
그는 2016년 일본 풋볼 리그의 반라우레 하치노헤에 입단했다. 2018년 일본 풋볼 리그 3위를 기록하여 J3리그로 승격했다. 2021년까지 98경기에 출전하여, 3득점을 넣었다. 2022년 일본 풋볼 리그의 스즈카 포인트 게터스(아틀레티코 스즈카)로 이적했다.